# Солигорск (станция)
Солиго́рск (бел. Салігорск) — неэлектрифицированная пассажирская станция Могилёвского отделения Белорусской железной дороги. Находится в городе Солигорск Минской области Беларуси.
Первый вокзал появился в 1962 году в торце улицы Ленина. Тупиковая станция была совмещена с автостанцией. Современный вокзал построен в 1984 году и в нем так же находятся железнодорожные и автобусные кассы, вокзал построен поперек тупиковых железнодорожных путей вместе с часовой башней, на которой в 2008 году вместо башенных часов был установлен цифровой циферблат. Старое здание вокзала долго использтвалось как спортивный и торговый павильон и было сломано в 2000-х годах. 
Ранее на станции было движение поезда межрегиональных линий эконом-класса, на данный момент поезд отменён, по маршруту Могилёв — Солигорск — Могилёв запущен поезд региональных линий бизнес класса, которые обслуживаются поездами ДП1. Поезда региональных линий эконом-класса обслуживаются поездами ДР1, иногда можно встретить поезда ДРБ.